# Mentzelia decapetala
Mentzelia decapetala är en brännreveväxtart som först beskrevs av Frederick Traugott Pursh, och fick sitt nu gällande namn av Urban och Gilg. Mentzelia decapetala ingår i släktet Mentzelia och familjen brännreveväxter. Inga underarter finns listade i Catalogue of Life.

## Bildgalleri

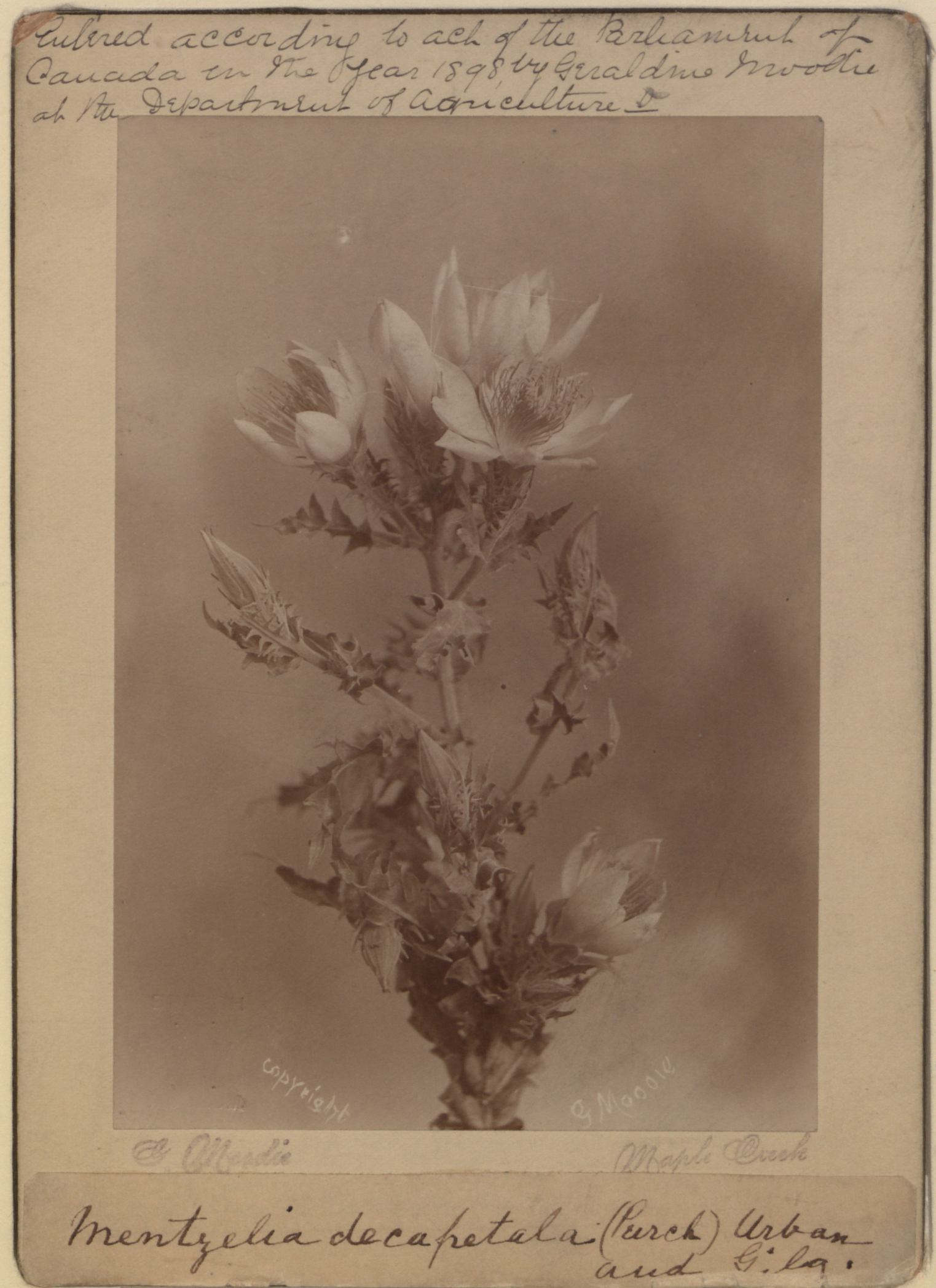
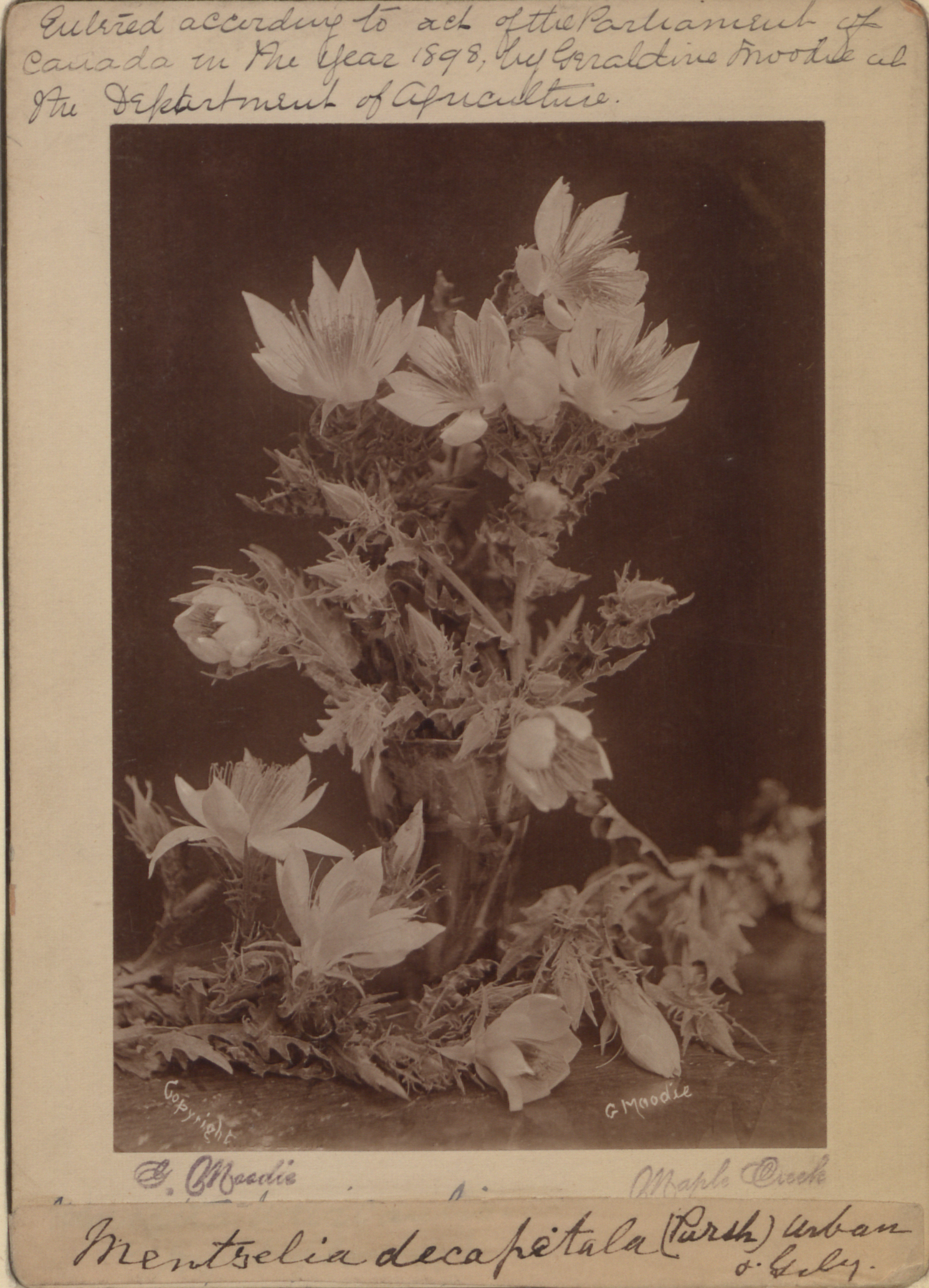
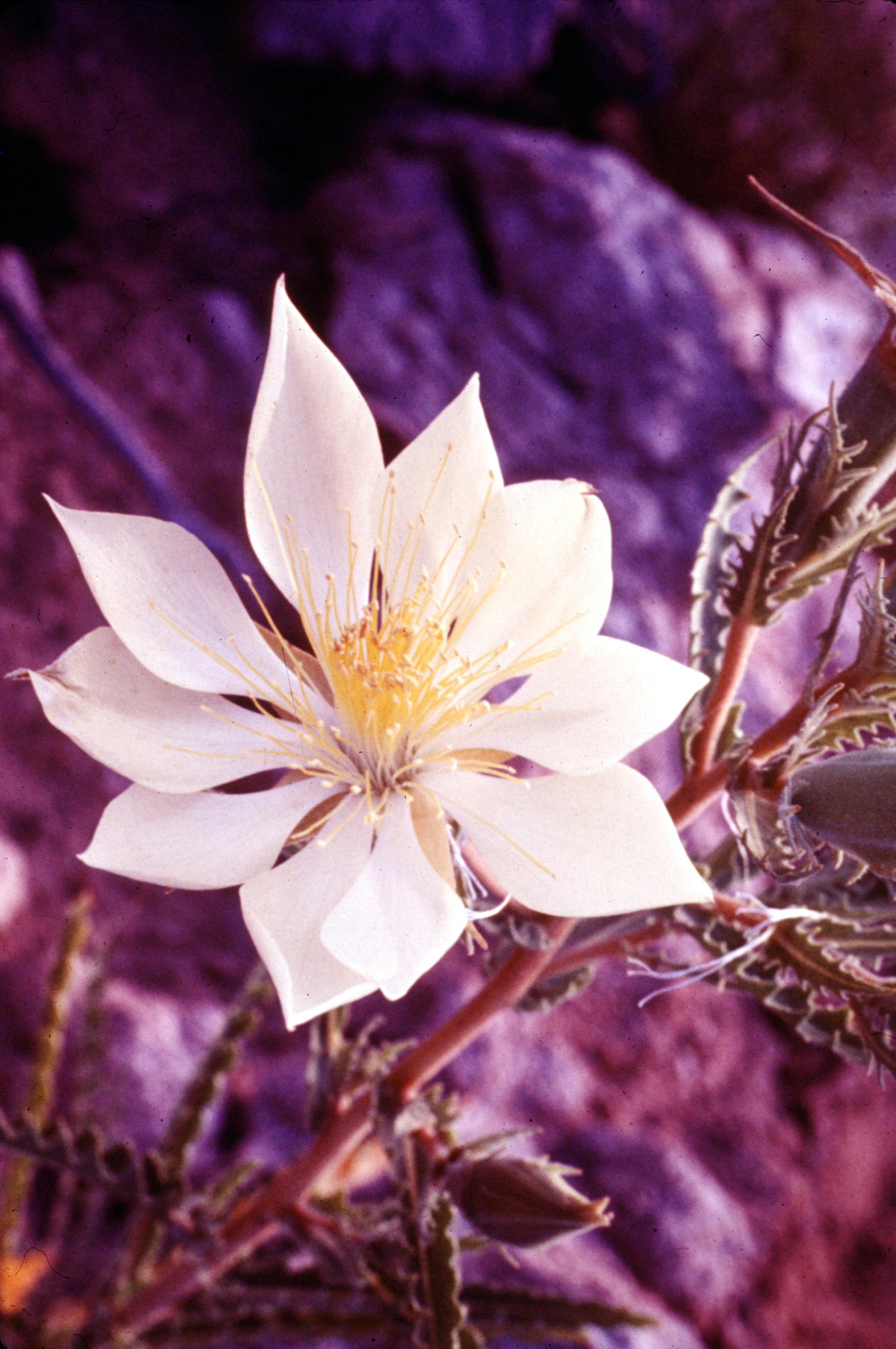